# 204 Batalion Schutzmannschaft
204 Batalion Schutzmannschaft (niem. SchutzmannschaftsBtl 204) – batalion policyjny, sformowany w Generalnym Gubernatorstwie.

## Historia
1 lutego 1944 jego skład wynosił: 32 oficerów (w tym 8 Niemców), 8 podoficerów (w tym 2 Niemców), 232 żołnierzy (w tym 58 Niemców), 16 tłumaczy, 8 kierowców. Niemiecka kadra batalionu pochodziła z  Wehrkreis XII (Wiesbaden), szeregowcy z rocznika 1896.